# 硫氰酸钴
硫氰酸钴是一种易潮解的黄棕色的固体，可溶于水和乙醇。

## 制备
硫氰酸钴(II)可以通过硫酸钴和硫氰酸钡的反应制备，反应产生硫酸钡沉淀，而硫氰酸钴留在溶液中：
CoSO4 (aq) + Ba(SCN)2 (aq) → BaSO4 (s) + Co(SCN)2 (aq)
过滤并浓缩溶液，得到三水合硫氰酸钴，用浓硫酸或五氧化二磷干燥得到半水合物，若加热至105℃则得到无水物。

硫氰酸钴(II)也可以利用碳酸钴和硫氰酸反应制得：
2 HSCN + CoCO3 → Co(SCN)2 + H2O + CO2↑
将反应后得到的溶液浓缩，可以结晶出深紫红色的四水合硫氰酸钴。

## 物理性质
硫氰酸钴可溶于水、乙醇和乙醚，其稀的水溶液是玫瑰红色的，浓水溶液是深蓝色的，其乙醇溶液也是蓝色的。无水物是黄棕色的，半水合物是深蓝色的，而三水合物确是紫色板状的正交结晶。

## 化学性质
硫氰酸钴可以和其他硫氰酸盐反应：
Co(SCN)2 + 2 KSCN → K2[Co(SCN)4]
Co(SCN)2 + 2 NH4SCN → (NH4)2[Co(SCN)4]
Co(SCN)2(浓) + AgSCN(s) + 2 H2O → CoAg(SCN)3·2H2O（蓝色）
硫氰酸钴和氨基钾在液氨中发生复分解反应，产生絮状的氨基钴(II)沉淀：
Co(SCN)2 + 2 KNH2 → Co(NH2)2↓ + 2 KSCN

## 配合物

### Co(II)配合物
硫氰酸根离子可以和钴形成阴离子配合物[Co(NCS)4]2-，在有机溶剂中形成蓝色溶液，但在稀的水溶液中水解，而变成粉红色。[Co(NCS)4]2-的铵盐、钠盐和钾盐可溶，汞(II)盐难溶。其铵盐可以被戊醇和乙醚从水中萃取。
除了最常见的[Co(NCS)4]2-之外，[Co(NCS)]+和[Co(NCS)6]4-等物种也在溶液中存在。
以上硫氰酸钴配阴离子中，硫氰酸根均以氮原子配位，而在配合物[Co(SCN)2(Ph3P)2]中，硫氰酸根以硫原子配位。

### Co(III)配合物
Co(III)的硫氰酸根配合物有Co(tacn)(NCS)3(tacn=1,4,7-三氮环壬烷)、Co(dan)(NCS)3(dan=1,4,7-三氮杂庚烷)等。

## 用途
硫氰酸钴可以用来检验可卡因的存在。